# هکتور بیرین
هکتور بِیِرین مورونو (اسپانیایی: Héctor Bellerín Moruno‎؛ زادهٔ ۱۹ مارس ۱۹۹۵) بازیکن فوتبال اهل اسپانیا برای باشگاه رئال بتیس بازی می‌کند.

## آمار ملی

### بازی‌های ملی
تا تاریخ ۱۲ نوامبر ۲۰۲۰
| اسپانیا | اسپانیا | اسپانیا | اسپانیا |
| سال     | بازی    | گل      | پاس گل  |
| ------- | ------- | ------- | ------- |
| ۲۰۱۶    | ۳       | ۰       | ۱       |
| ۲۰۲۰    | ۱       | ۰       | ۰       |
| مجموع   | ۴       | ۰       | ۱       |

## عملکرد باشگاهی
هکتور بیرین از سال ۲۰۱۳ در شانزده سالگی از آکادمی بارسلونا به آرسنال پیوست. او اولین بازی خود را برای آرسنال در سپتامبر ۲۰۱۳ مقابل وست برومویچ در جام اتحادیه انجام داد. او فصل بعدی به باشگاه واتفورد قرض داده شد تا زمان بیشتری برای بازی به دست آورد. او در واتفورد عمدتا به عنوان بازیکن تعویضی استفاده می‌شد و در طول فصل ۱۴-۲۰۱۳ تنها توانست ۸ بازی انجام دهد. وی در پایان آن فصل به آرسنال بازگشت و بلافاصله ثابت کرد که شایسته حضور در ترکیب اصلی است. او در فصل ۲۲-۲۰۲۱ نیز به مدت یک فصل به باشگاه رئال بتیس قرض داده شد.در تاریخ ۲ سپتامبر ۲۰۲۲ این بازیکن پس از ۱۱ سال به بارسلونا بازگشت.

## افتخارات
آرسنال
- جام حذفی فوتبال انگلستان(۳): ۲۰۱۵-۲۰۱۴ ، ۲۰۱۷-۲۰۱۶ ، ۲۰۲۰-۲۰۱۹
- سوپر جام فوتبال انگلستان(۳): ۲۰۱۵ ، ۲۰۱۷ ، ۲۰۲۰
- لیگ اروپا: ۲۰۱۹-۲۰۱۸ نایب قهرمان

باشگاه فوتبال رئال بتیس
- کوپا دل ری : ۲۳–۲۰۲۲